# 島根県民会館
島根県民会館（しまねけんみんかいかん）は、島根県松江市殿町にある多目的ホール。

## 歴史
邑智郡邑南町出身の建築家である安田臣の設計により、1968年（昭和43年）9月に竣工した。安田は島根県庁舎と島根県議会議事堂の設計も担っている。
1992年（平成4年）10月に改修された。2021年（令和3年）6月24日、島根県立図書館・島根県立武道館・旧島根県立博物館新館（現県庁第三分庁舎）とともに国の登録有形文化財に登録された。

## 建築
- 構造 - 鉄筋コンクリート造一部鉄骨造
- 敷地面積 - 6,419m2
- 延床面積 - 16,200m2
- 階数 - 地下1階・地上4階

## 施設
- 大ホール - 1,537席（定員1,722人）
- 中ホール - 576席（定員668人）
- 楽屋・リハーサル室
- 展示・多目的ホール
- 会議室

## 休館日
- 毎月第2月曜・第4月曜
- 12月29日から翌年1月3日

## アクセス
- JR山陰本線松江駅からバスで9分。
- 一畑電車松江しんじ湖温泉駅からバスで6分。

## 周辺
- 松江城
- 島根県庁
- 竹島資料室
- 松江歴史館